# Doris Miles Disney
Pour les articles homonymes, voir Disney.
Œuvres principales
- Imposture (1951)

Doris Miles Disney, née le 22 décembre 1907 à Glastonbury, au Connecticut, et morte le 9 mars 1976 à Fredericksburg, en Virginie, est un écrivain américain, auteur de roman policier.

## Biographie
Pendant plus de dix ans, elle occupe successivement un emploi dans une compagnie d'assurances de Hartford au Connecticut, avant de travailler brièvement dans une agence de publicité.
Pendant la Seconde Guerre mondiale, son mari est mobilisé dans la U.S. Navy.
En 1943, alors qu'elle donne naissance à une fille, elle fait paraître son premier roman policier, A Compound for Death. Devenue veuve, elle se consacre à temps plein à l'écriture.
En un peu plus de trente ans, elle publie près d'une cinquantaine d'œuvres surtout associées à des enquêtes ayant pour héros des professionnels : Jim O'Neil, un policier d'une petite ville du Connecticut ; David Madden, un inspecteur des Postes ; ou encore, Jefferson (Jeff) DiMarco - « son plus cèlébre personnage » - un conseiller juridique et liquidateur des litiges pour la compagnie d'assurances Commonwealth, sise à Boston. Dans Imposture (Straw Man, 1951), « troisième enquête de DiMarco [...], considéré comme le chef-d'œuvre de [l'auteur], le jeune Lincoln Hunter, président des manufactures Messier, qui a souscrit auprès de la Commonwealth une importante prime d'assurances, est accusé du meurtre d'une de ses anciennes maîtresses. Si Hunter est condamné à mort, la compagnie d'assurances devra verser la prime à ses héritiers ; aussi charge-t-elle DiMarco d'enquêter sur cette affaire qui semble bien être une redoutable machination. »
Trois romans de la série de DiMarco (Dark Road, Family Skeletons et Straw Man) ont été adaptés au cinéma sous les titres respectifs de Fugitive Lady (1950) par Sidney Salkow, Stella (1950) par Claude Binyon et The Straw Man (1953) par Donald Taylor. Dans tous ces films, le personnage de Jeff DiMarco voit son nom modifié, sauf pour son prénom laissé intact. Il est incarné tour à tour par Antonio Centa, Victor Mature et Clifford Evans (en).

## Œuvre

### Romans

#### SérieJim O'Neill
- A Compound for Death (1943)
- Murder on a Tangent (1945)
- Appointment at Nine (1947)
- Fire at Will (1950)
- The Last Straw ou Driven to Kill (1954)

#### SérieJeff DiMarco
- Dark Road (1946) Publié en français sous le titre Voie sans issue, Paris, Éditions Pierre Horay, coll. « Le Sphinx », 1954
- Family Skeletons (1949) Publié en français sous le titre Un cadavre sur les bras, Paris, Morgan, coll. « Série rouge » no 36, 1950
- Straw Man (1951) Publié en français sous le titre Imposture, Genève, Ditis, coll. « Détective-club » no 92, 1953 ; réédition, Paris, Ditis, coll. « Détective-club » no 61 ; réédition, Paris, Ditis, coll. « La Chouette » no 56, 1957 ; réédition, Paris, J'ai lu no 20, 1964 ; réédition, Paris, Librairie des Champs-Élysées, coll. « Le Masque » no 1811, 1985
- Trick or Treat ou The Halloween Murder (1955)
- Method in Madness ou Quiet Violence (1957) Publié en français sous le titre Électro-choc, Paris, Librairie des Champs-Élysées, coll. « Le Masque » no 613, 1958
- Did She Fall or Was She Pushed ? (1959)
- Find the Woman (1962)
- The Chandler Policy (1971) Publié en français sous le titre Une rude journée, Paris, Librairie des Champs-Élysées, coll. « Le Masque » no 1335, 1974 ; réédition, Paris, Librairie des Champs-Élysées, coll. « Club des Masques » no 387, 1979

#### SérieDavid Madden
- Unappointed Rounds (1956) Publié en français sous le titre Le Facteur du crime, Paris, Christian Bourgois/Julliard, coll. « P.J. », 1969
- Black Mail (1958)
- Mrs. Meeker's Money (1961)U.S. Navy

#### Autres romans
- Who Rides a Tiger (1946)
- Enduring Old Charms (1947)
- Testimony by Silence (1948)
- That Which Is Crooked (1948)
- Count the Ways (1949)
- Look Back on Murder (1951)
- Heavy, Heavy Hangs (1952)
- Do Unto Others (1953)
- Prescription: Murder (1953)
- Room for Murder (1955) Publié en français sous le titre Miss Scanlon suit son idée, Paris, Librairie des Champs-Élysées, coll. « Le Masque » no 574, 1957
- My Neighbor's Wife (1957)
- No Next of Kin (1959)
- Dark Lady (1960)
- Should Auld Acquaintance (1962)
- Here Lies… (1963)
- The Departure of Mr. Gaudette (1964)
- The Hospitality of the House (1964)
- Shadow of a Man (1965)
- At Some Forgotten Door (1966)
- The Magic Grandfather (1966)
- Night of Clear Choice (1967)
- Money for the Taking (1968) Publié en français sous le titre 70.000 dollars en sourdine, Paris, Éditions Mondiales, coll. « Intimité » no 330, 1974
- Voice from the Grave (1968)
- Two Little Children and How They Grew (1969)
- Do Not Fold, Spindle or Mutilate (1970) Publié en français sous le titre L'ordinateur fait de son mieux, Paris, Librairie des Champs-Élysées, coll. « Le Masque » no 1191, 1971
- Three's a Crowd (1971)
- The Day Miss Bessie Lewis Disappeared (1972)
- Only Couples Need Apply (1973)
- Don't Go Into the Woods Today (1974)
- Cry for Help (1975)
- Winifred (1976)

### Nouvelles
- Ghost of a Chance (1954)
- Vacation Trip (1983), publication posthume Publié en français sous le titre Voyage de désagrément, dans le recueil Histoires à se faire un sang d'encre, Paris, LGF, coll. « Le Livre de poche » no 13852, 1995  (ISBN 2-253-13852-5)
- Afternoon Drive (1983), publication posthume

## Adaptations

### Au cinéma
- 1950 : La Femme traquée (it) (Fugitive Lady), film italo-britannique réalisé par Sidney Salkow, d'après le roman Dark Road, avec Antonio Centa et Janis Paige.
- 1950 : Stella, film américain réalisé par Claude Binyon, d'après le roman Family Skeleton, avec Victor Mature et Ann Sheridan.
- 1953 : The Straw Man (film, 1953) (it), film britannique réalisé par Donald Taylor, d'après le roman homonyme, avec Clifford Evans (en) et Dermot Walsh.

### À la télévision
- 1958 : Trick or Treat, épisode 48, saison 11, de la série Kraft Television Theatre (en), d'après le roman homonyme, avec Ellen Burstyn.
- 1971 : Do Not Fold, Spindle, or Mutilate, téléfilm américain réalisé par Ted Post, d'après le roman homonyme, avec Helen Hayes, Vince Edwards, Myrna Loy et Sylvia Sidney.
- 1974 : Betrayal, téléfilm américain réalisé par Gordon Hessler, d'après le roman Only Couples Need Apply, avec Amanda Blake et Tisha Sterling.
- 1977 : Yesterday's Child, téléfilm américain réalisé par Corey Allen, Bob Rosenbaum et Jerry Thorpe, d'après le roman Night of Clear Choice, avec Shirley Jones et Ross Martin.

## Sources
- Jacques Baudou et Jean-Jacques Schleret, Le Vrai Visage du Masque, vol. 1, Paris, Futuropolis, 1984, 476 p. (OCLC 311506692), p. 164-165.
- Claude Mesplède, Dictionnaire des littératures policières, vol. 1 : A - I, Nantes, Joseph K, coll. « Temps noir », 2007, 1054 p. (ISBN 978-2-910-68644-4, OCLC 315873251), p. 599-600.
- Jean Tulard, Dictionnaire du roman policier : 1841-2005. Auteurs, personnages, œuvres, thèmes, collections, éditeurs, Paris, Fayard, 2005, 768 p. (ISBN 978-2-915793-51-2, OCLC 62533410), p. 221